# Илија Милкић
Илија Милкић (1884 — 1968), револуционар и политички радник.

## Биографија
Рођен је 19. фебруара 1884. године у селу Звездан, код Зајечара. После завршене основне школе радио је као трговачки помоћник. Веома рано се определио за раднички покрет, а 1901. године је био један од оснивача Удружења трговачких помоћника У Београду.
Као функционер Удружења трговачких помоћника учествовао је августа 1903. године на оснивачким конгресима Српске социјалдемократске странке (ССДС) и Главног радничког савеза (ГРС). Такође је био учесник свих конгреса ССДС и ГРС до Првог светског рата, 1914. године. Био је и члан Контролне комисије Српске социјалдемократске странке.
Заједно са Димитријем Туцовићем и Тришом Кацлеровићем је био делегат ССДП на Осмом конгресу Друге интернационале, одржаном у Копенхагену, августа 1910. године. У Периоду од 1910. до 1912. године је био одборник ССДП у Београдској општини.
За време Првог светског рата, је боравио у Француској и Швајцарској, где је почео да сарађује са бољшевицима. Потом одлази у Русију, где заузима истакнуто место међу Југословенима. Био је један од оснивача Комунистичке интернационале, 1919. године. Тада је постао и представник југословенских комуниста у тој организацији, а после оснивања СРПЈ(к)/КПЈ и њен званични представник.
Учествовао је на Првом, Другом и Трећем конгресу Комунистичке интернационале, а од 1920. године је био члан Извршног комитета Комунистичке интернационале. Године 1921. је из Москве прешао у Беч и почео постепено да се пасивизира од политике, да би 1924. године тотално повукао из политичког живота.
Умро је 11. фебруара 1968. године у Београду и сахрањен је у Алеји заслужних грађана на Новом гробљу.